# 愛野車站 (靜岡縣)

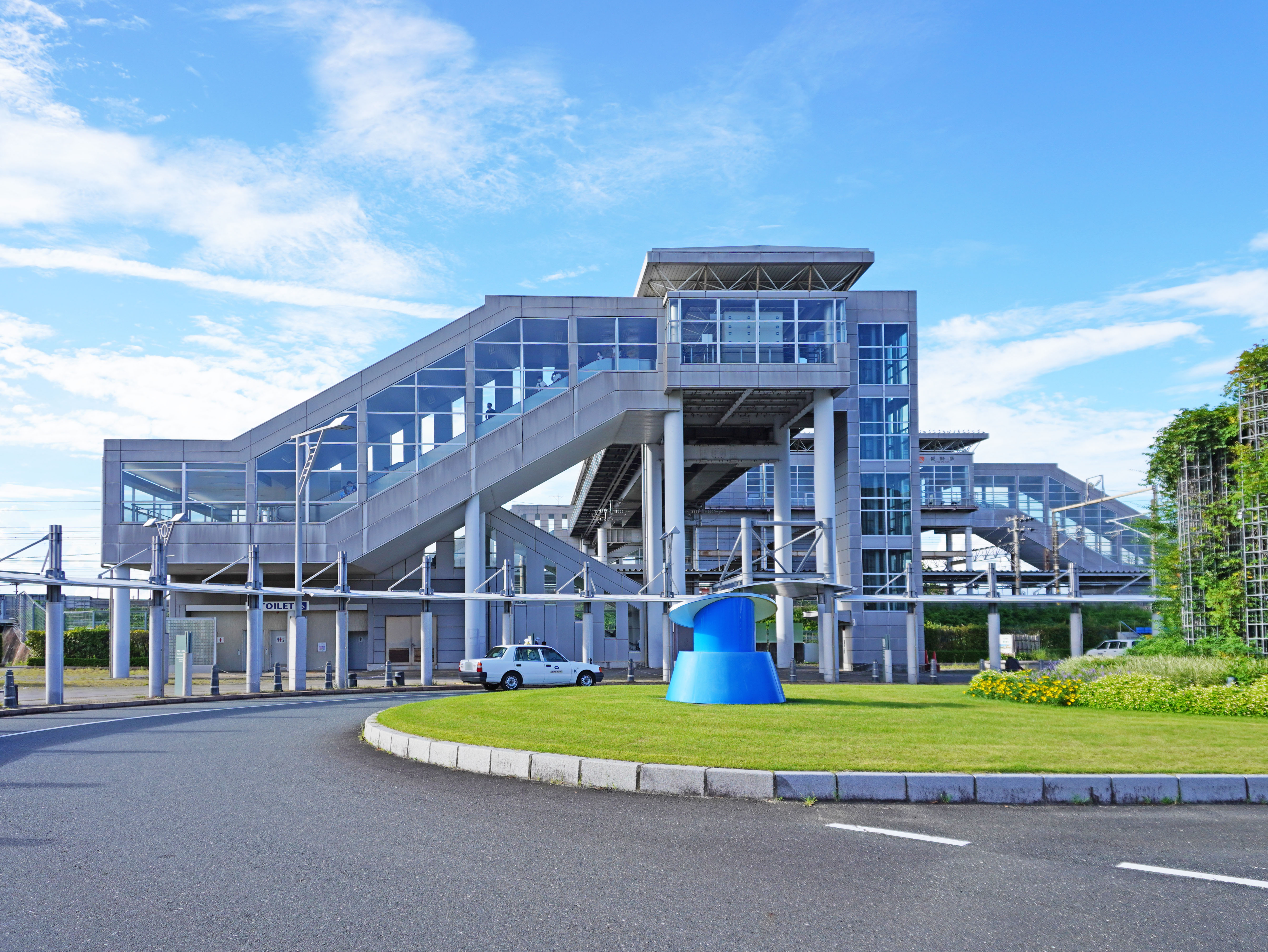
南口（2022年9月）

愛野車站（日语：／ Aino eki */?）是一由東海旅客鐵道（JR東海）所經營的鐵路車站，位於日本靜岡縣袋井市愛野。愛野車站是JR東海所屬的東海道本線沿線車站，是個設有綠窗口（みどりの窓口）的有人車站。
在東海道本線沿線諸站中設置時間較晚的愛野，主要是配合2002年世界盃足球賽的舉辦，而在前一年啟用。是距離世足舉辦場地之一的Ecopa體育場（エコパスタジアム，正式全名「靜岡縣小笠山綜合運動公園體育場」）最近的鐵路車站。2002年入選中部車站百選（第四回）。

## 車站結構

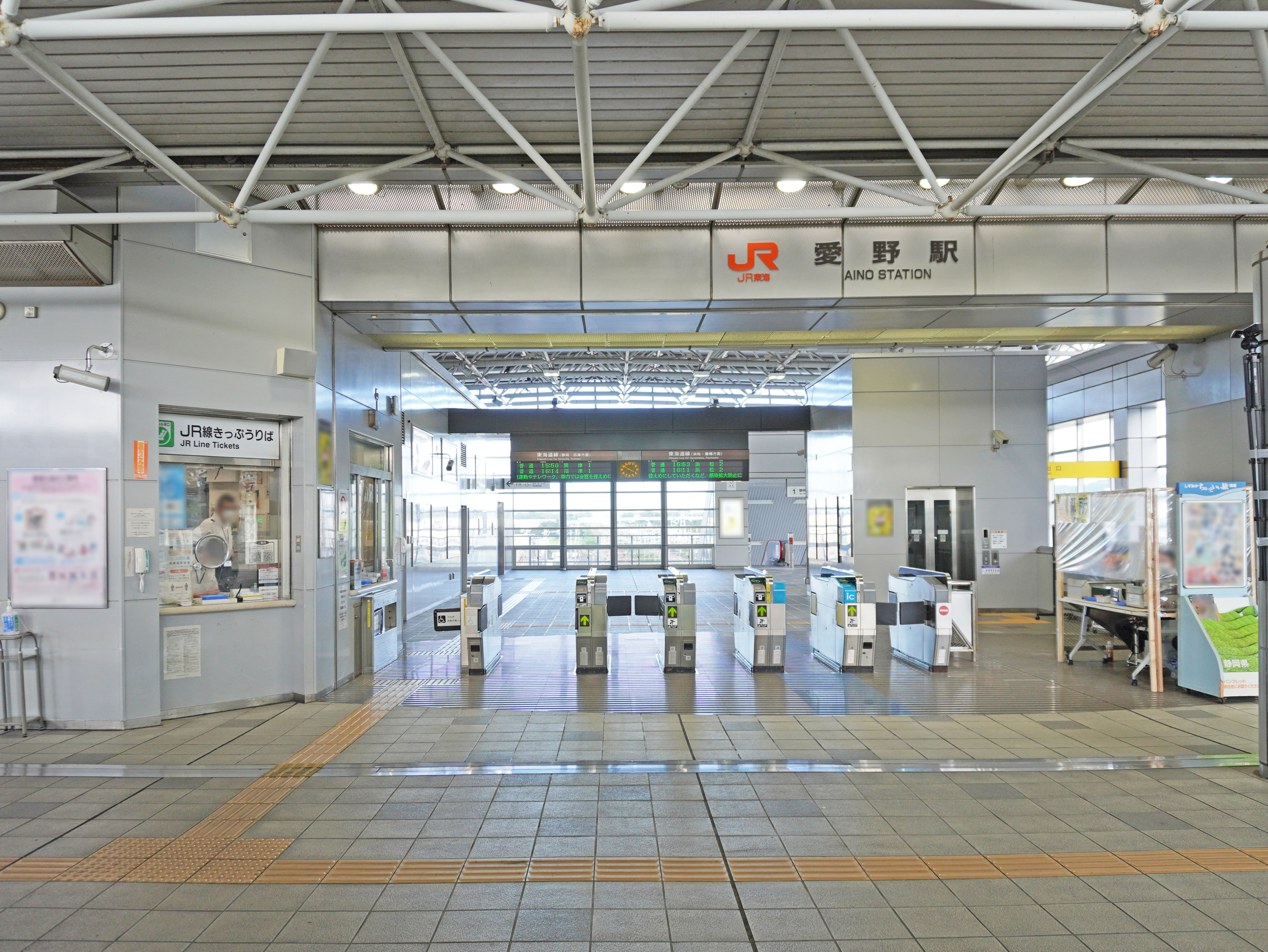
閘口（2022年9月）

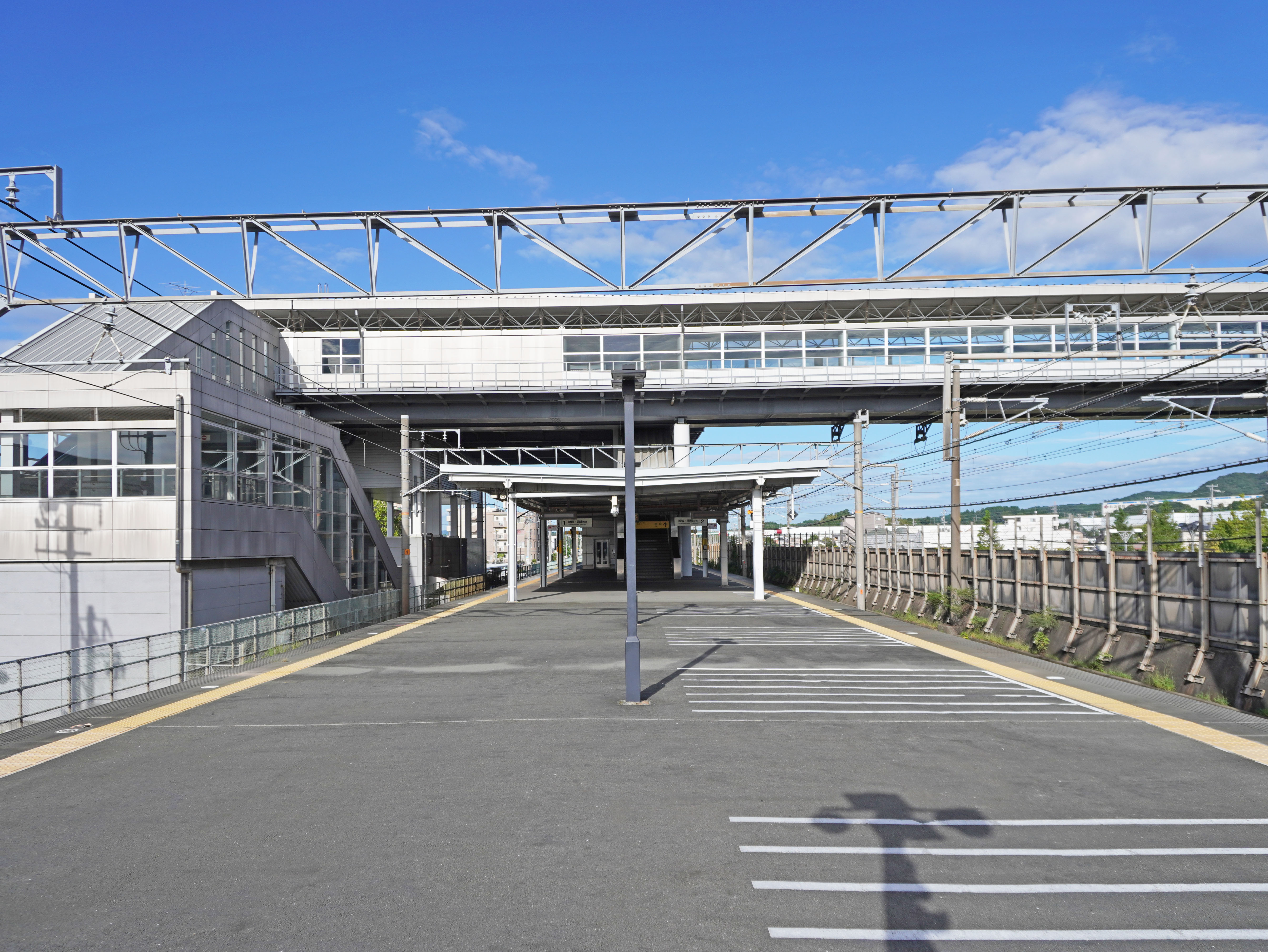
月台（2022年9月）

島式月台1面2線的地面車站。設有跨站式站房。

### 月台配置
| 月台 | 路線       | 方向 | 目的地         |
| ---- | ---------- | ---- | -------------- |
| 1    | 東海道本線 | 上行 | 靜岡、沼津方向 |
| 2    | 東海道本線 | 下䈩 | 濱松、豐橋方向 |

## 使用情況
根據「靜岡縣統計年鑑」，近年1日平均上車人次如下表。
| 年度   | 1日平均 上車人次 |
| ------ | ---------------- |
| 2001年 | 966              |
| 2002年 | 1,349            |
| 2003年 | 1,445            |
| 2004年 | 1,876            |
| 2005年 | 1,985            |
| 2006年 | 2,131            |
| 2007年 | 2,213            |
| 2008年 | 2,406            |
| 2009年 | 2,311            |
| 2010年 | 2,517            |
| 2011年 | 2,529            |
| 2012年 | 2,591            |
| 2013年 | 2,654            |
| 2014年 | 2,646            |
| 2015年 | 2,822            |
| 2016年 | 2,820            |
| 2017年 | 3,078            |
| 2018年 | 3,102            |

## 相鄰車站
東海旅客鐵道
 東海道本線
掛川（CA27）－愛野（CA28）－袋井（CA29）

### 來源
1. ↑   (PDF). 静岡県統計年鑑2014(平成26年).   [2016-06-14]. （原始内容存档 (PDF)于2019-07-02）.
2. 1 2  駅構内の案内表記。これらはJR東海公式サイトの各駅の時刻表 （页面存档备份，存于）で参照可能（駅掲示用時刻表のPDFが使われているため。2015年1月現在）。

## 外部連結
- 愛野 - 東海旅客鐵道